# Лумми
Лумми (Lummi, Xwlemi Chosen) — диалект языка северный стрейтс, на котором раньше традиционно говорил народ лумми, который проживает на и около индейской резервации Лумми к востоку от города Беллингхем и в 20 милях (32 км) к югу от канадской границы, на западе округа Уотком северо-западной части штата Вашингтон в США. Хотя лумми традиционно называется языком, у него существует взаимопонятность с другими диалектами языка северный стрейтс.